# Teletón 2007 (Chile)
La Teletón 2007 fue la vigésima primera versión de la campaña solidaria realizada en Chile los días 30 de noviembre y 1 de diciembre. El lema fue «En cada paso estás tú» y el niño símbolo escogido fue Matías Calderón.
El evento, transmitido por casi 28 horas consecutivas, se realizó en el Teatro Teletón, mientras que el cierre de la campaña se realizó en el Estadio Nacional. En esta edición, la meta propuesta fue de $ 11 804 425 008, la cual fue sobrepasada a las 00:56 horas del 2 de diciembre con el cifra de $ 12 014 437 876. El evento finalizó con un cómputo final de $ 13 255 231 970.
El cómputo definitivo que incluía las cajas auxiliares no contabilizadas durante la transmisión televisiva, fue dado a conocer por los directivos de la Teletón y del Banco de Chile el 12 de diciembre, el cual alcanzó el monto de $ 16 929 371 138, superando en un 43,42 % la recaudación de la edición anterior.

## Campaña

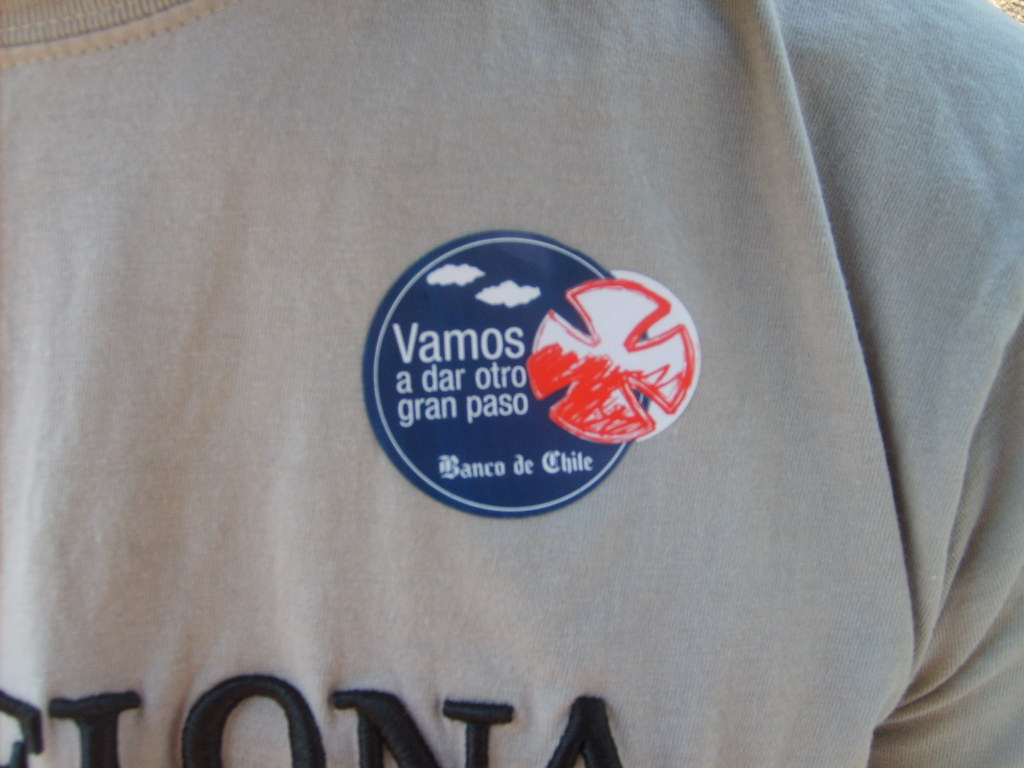
Distintivo de colaboración con la Teletón.

Mario Kreutzberger, el líder histórico del evento, expresó en enero que el principal objetivo del evento sería la recaudación de dinero para la construcción de un nuevo centro de rehabilitación en la ciudad de Calama para poder atender a los niños discapacitados de la provincia de El Loa, lo que en su momento se requería con urgencia.
En julio, Don Francisco anunció que durante el evento se realizaría un homenaje para conmemorar el 50.º aniversario de la primera transmisión televisiva en el país, realizada por UCV Televisión en 1957. El segmento, a cargo de Vivi Kreutzberger, se presentó durante la madrugada del 1 de diciembre.
Durante el año la Fundación Teletón cambió de imagen, renovando el antiguo logo creado en 1996. Aunque la cruz maltesa blanca y roja se mantuvo, la tipografía fue modificada pasando de una de tipo serifado moderno a una sans serif. La fuente actual se parece mucho a la VAG Rounded Bold.
El 25 de septiembre fue lanzada oficialmente la campaña en el Teatro Teletón. En el evento de lanzamiento fueron presentados el lema de la campaña En cada paso estás tú, el niño símbolo (Matías Calderón) y el himno oficial titulado "Dime yo estoy" e interpretado por José Alfredo Fuentes, Nicole, Daniel Guerrero y el grupo Croni-K.
Aproximadamente desde fines de la primera quincena de octubre, comenzaron a aparecer los distintos anuncios publicitarios con el fin de concientizar a la ciudadanía sobre el evento benéfico. Por otra parte, los productos y servicios correspondientes a la campaña solidaria fueron enmarcados con el logo de la Teletón, al igual que la mayoría de las páginas web de las empresas auspiciadores que promueven la campaña solidaria a través de Internet.
Durante la última semana, se realizó en las principales ciudades del país una campaña denominada "Pintatón". Cientos de voluntarios salieron a las calles para pintar los vidrios de los vehículos con frases alusivas al evento. En una de estas salidas, un accidente de tránsito cobró la vida del voluntario Juan Soto Concha, lo cual sería posteriormente recordado durante la apertura del evento.

### Gira al Norte

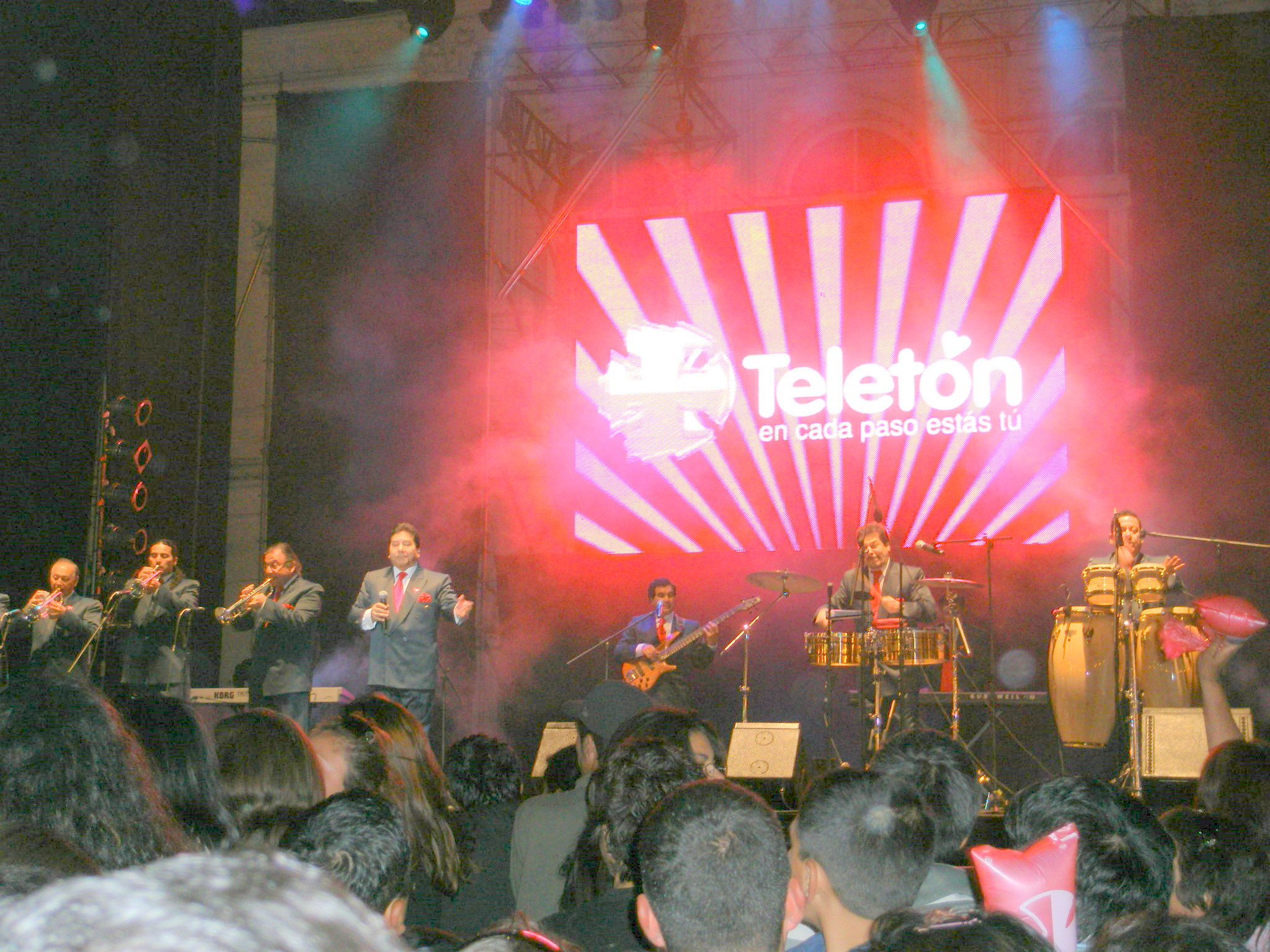
La Sonora de Tommy Rey en Iquique durante la Gira al Norte.

La gira nacional de la Teletón se dio inicio por primera y única vez en la ciudad de Valparaíso, con un acto en la Plaza Sotomayor de dicha ciudad el 10 de noviembre. La caravana viajó directamente a la frontera norte del país para seguir con la gira desde la ciudad de Arica. El día de la realización del evento en dicha ciudad, un fuerte terremoto azotó al Norte Grande, principalmente las ciudades de Iquique y Antofagasta (que eran los siguientes destinos de la gira). La gira continuó hacia Iquique, que casi no sufrió daños, pero debió suspender las actividades agendadas para el 16 de noviembre en Antofagasta por la falta de personal de seguridad, dedicado en dicho momento a auxiliar a las víctimas del desastre natural, terminando la gira en la ciudad de Copiapó, siendo esta la más concurrida del norte
La Gira al Norte visitó las siguientes ciudades:
- 10 de noviembre: Valparaíso
- 14 de noviembre: Arica
- 15 de noviembre: Iquique
- 17 de noviembre: Calama
- 18 de noviembre: Copiapó

Dentro de los artistas que participaron en la Gira fueron los animadores Rafael Araneda, Diana Bolocco, Cristian Sánchez y Karen Doggenweiler, los cantantes Pali, José Alfredo Fuentes, María José Quintanilla y los grupos musicales Croni-K, Difuntos Correa y De Saloon, entre otros.

### Tren de la Teletón
Como es costumbre desde hace algunos años, la gira de la Teletón hacia el sur del país se realizó a través de la vía férrea. La caravana viajó a través del Automotor a Talca y, antes de llegar a destino se realizaron detenciones en algunas estaciones de trenes para presentar algunos mini eventos. A continuación, la gira continuó por diversas ciudades hasta llegar a Puerto Montt.
Las ciudades visitadas por la caravana de la Teletón fueron:
- 21 de noviembre: Rancagua, San Fernando, Rengo, Chimbarongo, Curicó y Talca
- 22 de noviembre: Chillán y Concepción
- 23 de noviembre: Temuco
- 24 de noviembre: Valdivia
- 25 de noviembre: Puerto Montt

## Animadores
El evento fue animado por Mario Kreutzberger (más conocido como Don Francisco), pero contó con la compañía de más de una veintena de animadores de los diferentes canales de televisión. Cada canal de ANATEL presentó a tres animadores centrales, a excepción de Red Televisión que presentó a dos, y UCV Televisión y Telecanal que sólo presentaron a uno. Los animadores centrales del evento fueron:
| - Rafael Araneda (TVN) - Felipe Camiroaga (TVN) - Leo Caprile (CHV) - Claudia Conserva (RED) - Julián Elfenbein (CHV) - Eva Gómez (CHV) - Luis Jara (C13) - Vivi Kreutzberger (C13) | - Sergio Lagos (C13) - Andrea Molina (MEGA) - Kike Morandé (MEGA) - Roberto Nicolini (UCV) - Tonka Tomicic (TVN) - Juan Carlos Valdivia (RED) - Daniel Valenzuela (TCN) - José Miguel Viñuela (MEGA) |

Además, cinco animadores recorrieron diferentes ciudades del país:
- Magdalena Montes (MEGA): Arica, Iquique, Alto Hospicio, Calama, Copiapó y Antofagasta.
- Martín Cárcamo (TVN): La Serena, Coquimbo, Ovalle, La Ligua, Concón, Viña del Mar, Algarrobo y Lampa.
- Cecilia Bolocco (C13): Concepción, Chillán, Talca, Santa Cruz, San Fernando y Rengo.
- Ignacio Gutiérrez (CHV): Puerto Montt, Osorno, Valdivia, Pucón y Temuco.
- Jennifer Warner (C13): Punta Arenas y Puerto Natales.

En el Teatro Teletón, 17 animadores y personajes de la televisión fueron encargados de atender los teléfonos para contactar con las sucursales del Banco de Chile.
| - XV Región: Cristián Pérez (CHV) - I Región: Fernando Godoy (MEGA) - II Región: Eduardo Fuentes (C13) - III Región: Karen Doggenweiler (TVN) - IV Región: Marcela Vacarezza (CHV) - V Región: Cristián Briceño (RED) - Región Metrop.: José Alfredo Fuentes - VI Región: Cristián Sánchez (C13) - VII Región: Patricio Frez (TVN) | - VIII Región: Macarena Venegas (MEGA) - IX Región: Julia Vial (RED) - XIV Región: Gonzalo Feito (MEGA) - X Región: Carolina Correa (TCN) - XI Región: Diana Bolocco (C13) - XII Región: Jordi Castell (CHV) - Internacional: Jorge Hevia (TVN) - Internet: Iván Valenzuela (C13) |

### Artistas nacionales e internacionales
Los siguientes artistas que participaron en el evento fueron:
| - José Alfredo Fuentes (intérprete del himno oficial «Dime yo estoy») - Nicole (intérprete del himno oficial «Dime yo estoy») - Daniel Guerrero (intérprete del himno oficial «Dime yo estoy») - Croni-K (intérprete del himno oficial «Dime yo estoy») - Ricardo Montaner - Emmanuel - María José Quintanilla - La Noche - BKN La Banda - Big Band de la Fuerza Aérea de Chile - Amango - Six Pack - Sinergia | - Clan Rojo - Mario Guerrero - Héctor Montaner - Leandro Martínez - Axel - Ángel y Javiera Parra - Juanes - MDM y Adrián - Papanegro - Francisca Valenzuela - Myriam Hernández - Daniel Muñoz y 3x7 veintiuna - Don Omar - Juan Luis Guerra |

## Evento

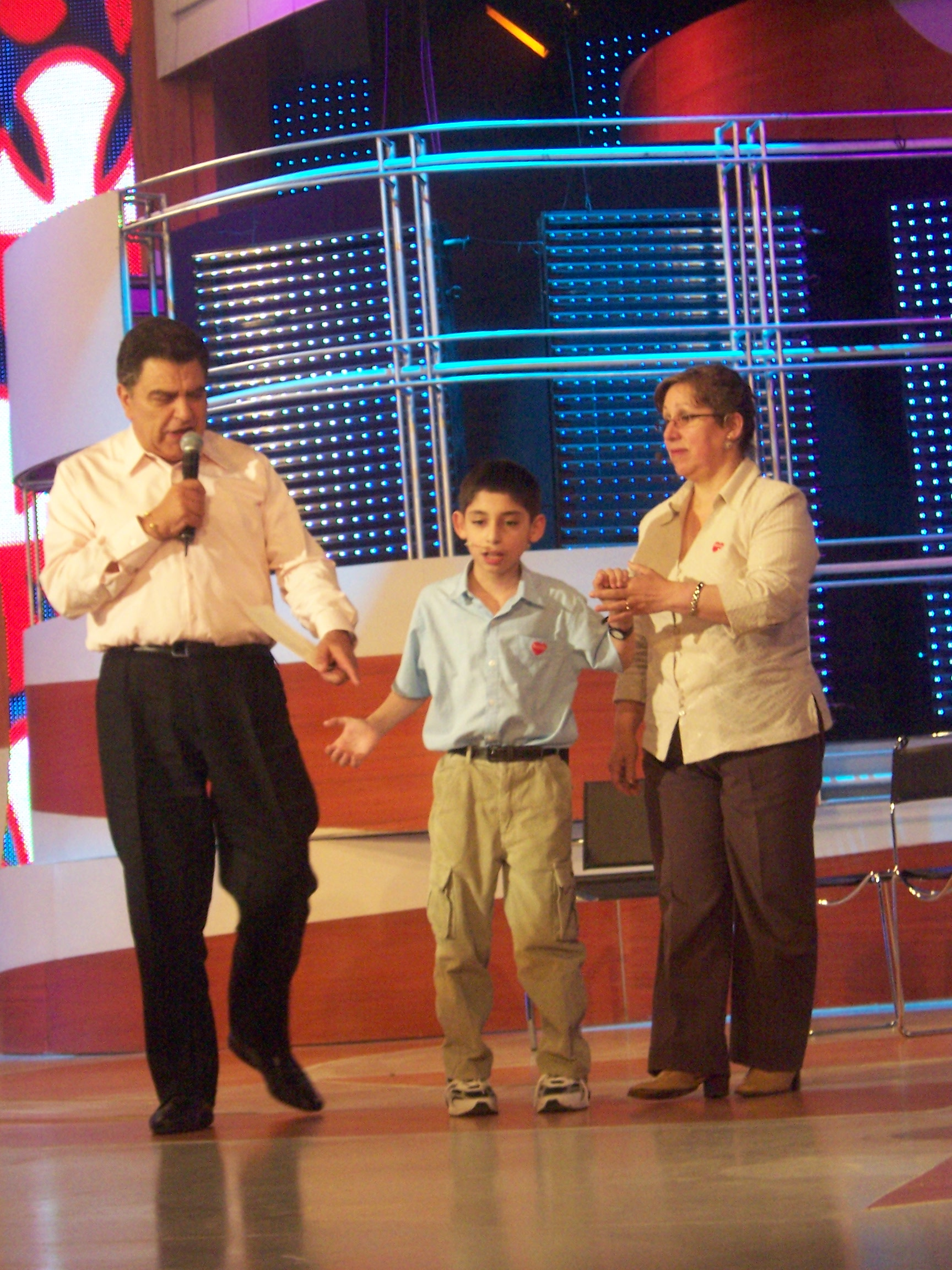
Don Francisco presentando uno de los casos de rehabilitación infantil.

El evento Teletón comenzó el 30 de noviembre a las 22:00 horas (UTC-3) en el Teatro Teletón y finalizó durante las primeras horas del 2 de diciembre tras el evento de clausura realizado en el Estadio Nacional.

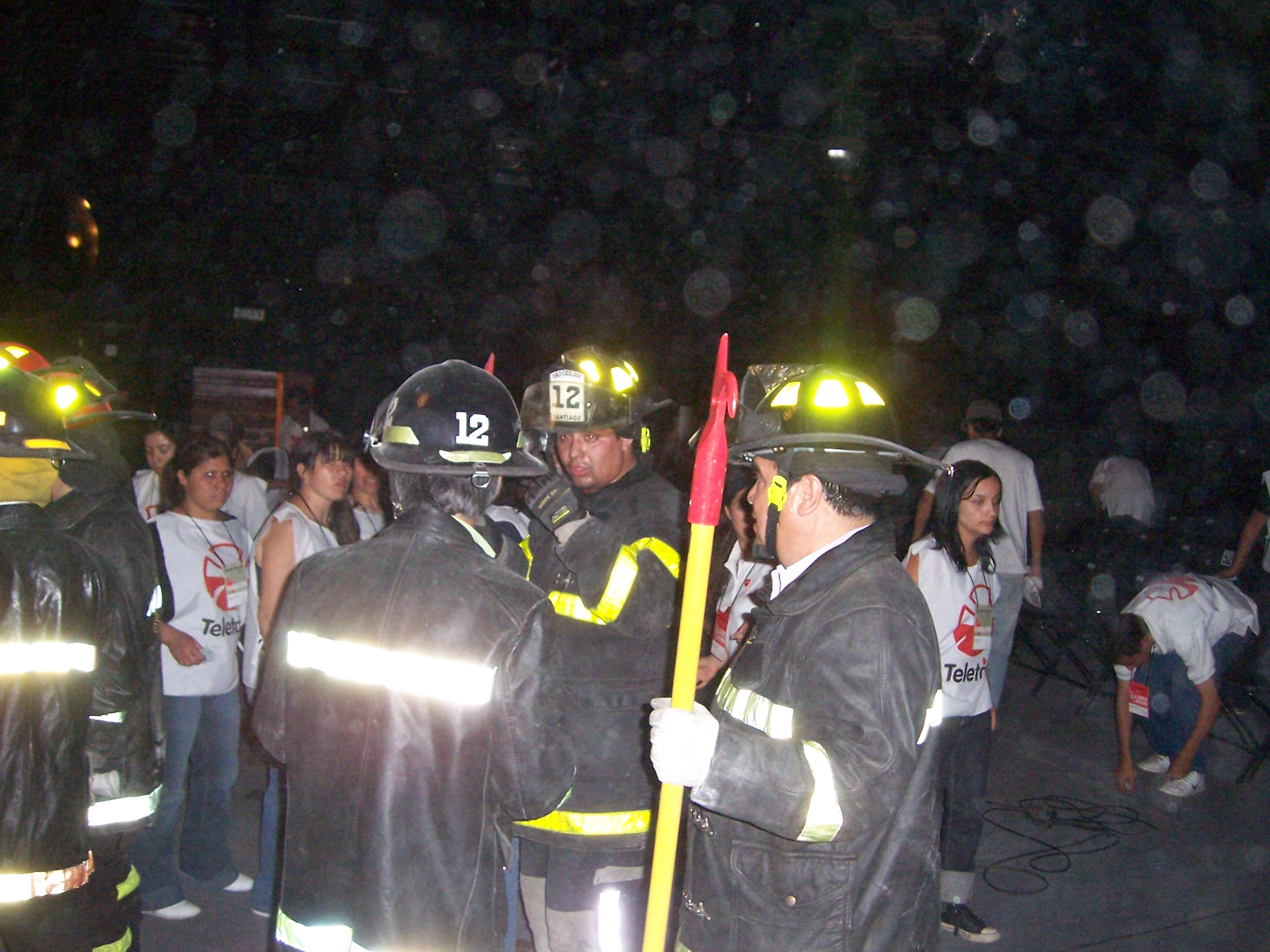
Bomberos en el Teatro Teletón, tras el amago de incendio que afectó al recinto horas antes del evento.

El 27 de octubre fue dada a conocer la programación oficial del evento solidario, que estuvo a cargo de directores de los diferentes canales de televisión abierta asociados a ANATEL y en el que participaron artistas y animadores de todos los canales.
Previo al evento, un amago de incendio se produjo a las 19:15 horas en el recinto del teatro, lo que obligó a la evacuación de las personas que se encontraban en su interior. La acción de un productor de Canal 13, que también es bombero, evitó una catástrofe mayor, originada por un cortocircuito entre cables ubicados en la mesanina del tercer piso. Producto de la situación, un guardia cayó herido pero sin lesiones de gravedad. A las 20:00 horas, la situación fue controlada y la directora ejecutiva de la Fundación Teletón, Ximena Casarejos, dijo que el programa se mantendría sin variaciones. Posteriormente, y durante el desarrollo de la Vedetón se produjo un segundo amago de incendio, que fue controlado rápidamente.[cita requerida]

### Canales de televisión
El evento fue transmitido y producido por los canales asociados a ANATEL.
- Canal 13
- Chilevisión
- Mega
- TVN/TV Chile
- UCV Televisión
- Red Televisión
- Telecanal
- Más Canal 22 (Transmitido las primeras y últimas horas del evento).

### Cronología
Nota: Todas las horas están expresadas en UTC-3, horario de verano chileno.
| Horario                                | Bloque                           | Contenido |
| -------------------------------------- | -------------------------------- | --- |
| 22:00-01:36                            | Obertura                         | El evento abrió con un homenaje a los 50 años de la televisión chilena, seguido de un discurso de Don Francisco. Se exhibió el caso de Rubén Poblete, que nació sin brazos y con extremidades inferiores deformadas y tras su paso por el Instituto Teletón pudo integrarse a la sociedad y lograr titularse de contador auditor. El padre de Rubén entregó la primera donación, de $501 780, juntada por el colegio Club Hípico de la comuna de El Bosque, donde había estudiado el joven. A las 22:41 horas se dio a conocer el monto total de las donaciones de los 27 auspiciadores, alcanzando la suma de $2 737 866 946. El himno oficial fue interpretado por Nicole, José Alfredo Fuentes y Croni-K, siguiendo con un mensaje de la entonces Presidenta Michelle Bachelet que anunció el apoyo del gobierno a la ampliación del Instituto Teletón de Santiago. Pasada la primera hora de transmisión, Álvaro Salas realizó su rutina de humor, para dar paso al primer contacto televisivo en directo de la historia del evento con la ciudad de Punta Arenas. Ricardo Montaner y Emmanuel hicieron su presentación en el escenario central, mientras se daba paso a nuevas historias humanas, sumado a los contactos en directo con distintas ciudades y el estado de las donaciones en los diversos locales del Banco de Chile. Los primeros 90 minutos del evento tuvieron una sintonía promedio de 72 puntos.[cita requerida] Actuaciones musicales - Musical de obertura - 50 años de la televisión chilena - Nicole, Daniel Guerrero y José Alfredo Fuentes - "En cada paso estas tú" (Himno Teletón 2007) - Emmanuel - "Corazón de melao" - Ricardo Montaner - "Algo de mi" (cover de Camilo Sesto) , "Bésame" |
| 01:40-04:36                            | 50 años de la televisión chilena | Como forma de conmemorar el cincuentenario de la televisión chilena, se organizaron tres segmentos de humor de diversos programas. - El primer programa fue Casado con hijos, con la participación de los personajes originales de Javiera Contador, Fernando Godoy y Carmen Gloria Bresky, y la participación especial de Felipe Camiroaga como «Tito Larraín», Diana Bolocco como «Titi Larraín» y Leo Caprile como «Pablo Pinto». - Tras la presentación del cantante Douglas, se realizó una parodia de El Chavo del Ocho, con la participación de María Antonieta de las Nieves, interpretando a «La Chilindrina»; el resto de los personajes fue interpretado por Luis Jara («El Chavo»), José Miguel Viñuela («Quico»), Pamela Díaz («Popis»), Carlos Pinto («Don Ramón»), Raquel Argandoña («Doña Florinda»), Lizardo Garrido («Profesor Jirafales»), Patricia Maldonado («Doña Clotilde») y Claudio Borghi («Señor Barriga»). - Finalmente, se presentó el segmento «La Oficina» del Jappening con Ja, con los personajes originales y la participación especial de Don Francisco como «Peñita» y Jordi Castell como «Segura», alcanzando una sintonía de 58,5 puntos pasada las 4 de la madrugada.[cita requerida] |
| 04:40-06:35                            | La Gran Vedetón                  | El evento se inició con un baile de presentación, tras lo cual se presentaron diversos segmentos de humor y presentaciones de las bailarinas. Tres segmentos humorísticos, se realizó una parodia de La Cenicienta, interpretada por la revista de «Che Copete», y que contó con la presentación de María Eugenia Larraín; un sketch humorístico de Mauricio Flores y su personaje «Tony Esbelt»; y el sketch de «La Escuelita» de la revista de Daniel Vilches. Entre cada segmento de humor se presentaron los bailes de Lola Melnick, Nancy Guerrero y Marlen Olivarí. |
| 06:40-08:00                            | Pijamas al despertar             | La sección contó con un concurso de pijamas en el que participaron diversos personajes, como los entonces diputados Fulvio Rossi y Maximiano Errázuriz, Nicole «Luli» Moreno y el entrenador Jorge Garcés. El segmento fue introducido con la participación de Reynaldo González, el instructor del reality show Pelotón, siendo recortada su duración para sincronizar con los horarios establecidos inicialmente. |
| 08:00-08:30                            | Teletón Noticias Primera Edición | Conducido por los periodistas Carolina Urrejola (Canal 13), Claudio Elórtegui (UCV Televisión) y José Luis Reppening (Mega). |
| 08:30-10:11                            | Desayunando con la Teletón       | Se dan a conocer los aportes en diversas ciudades e incluso de la colonia chilena en Australia, y se dio inicio a las diversas tareas establecidas por Nestlé y Líder. A las 09:10 horas se entregó un nuevo cómputo de 3800 millones de pesos (400 millones de pesos más que a la misma hora de año anterior). El evento siguió, como toda la jornada, interrumpido por las notas a pacientes del Instituto Teletón y los enlaces en directo con diversas ciudades del país, destacando la aparición de Jennifer Warner en las Torres del Paine, siendo el primer contacto de la Teletón con Puerto Natales. En el escenario central, el imitador Stefan Kramer representó a diversos personajes de la televisión chilena, la música y la política: Martín Cárcamo, Fabrizio, Sebastián Piñera, Sergio Lagos, Ricardo Arjona, Jordi Castell, Diana Bolocco y Pamela Jiles. Su presentación finalizó con un video en el cual todos los personajes cantan el tema «Que cante la vida» de Alberto Plaza. Actuaciones musicales - Musical - "Las noticias" - María José Quintanilla - "Tu corazón" - La Noche - "Es el amor" - "Que nadie se entere" |
| 10:15-13:00                            | ¡Levántate papito!               | El bloque infantil contó con la participación de María Antonieta de las Nieves («La Chilindrina»), Marcelo de Cachureos, Roberto Nicolini, Amango, Six Pack (de la serie Karkú) y BKN. A las 10:20 horas se inició el espacio con un baile realizado por los personajes de estas tres series infantiles, para luego dar paso a las presentaciones individuales de BKN y Karkú, cerrando con Amango. Entre las presentaciones musicales, se dio a conocer la historia de Matías Calderón, el niño símbolo de esta edición. En tanto, se anunció que el corredor Erwin Valdebenito se comprometió a correr durante 12 horas seguidas para que Johnson's donara 70 millones de pesos y la Autopista Vespucio Norte Express donara 29 millones. Debido a la falta de asistentes al Parque O'Higgins, Nestlé decidió aumentar hasta las 13:30 horas la tarea de reunir 5000 personas en la Ruedatón para entregar un aporte de 100 millones de pesos; aunque a la meta original del mediodía había solo mil personas, cuarenta minutos después se contaron más de 6000 personas, dando por cumplida la meta. Presentaciones musicales - BKN La Banda - Big Band de la Fuerza Aérea de Chile - Amango - Six Pack - "Otra vez" - Sinergia |
| 13:00-13:59                            | Teletón Noticias Segunda Edición | Conducido por los periodistas Mónica Pérez (TVN), Mónica Sanhueza (Chilevisión) y Felipe Vidal (Red Televisión). |
| 14:00-15:55                            | El baile de la Teletón           | A la hora de almuerzo se realizó un concurso de baile con algunos participantes de los programas El baile en TVN y Locos por el baile. Actuaciones musicales - Clan Rojo - Mario Guerrero - "Malagueña" - Héctor Montaner - "Apariencias" - Leandro Martínez |
| 16:00-18:40                            | Mister Teletón                   | Desde el Teatro Caupolicán se realizó el concurso para elegir al «Míster Teletón». Los candidatos fueron Pablo Vargas, Pablo Schilling, Patricio Laguna, Ignacio Kliche, Horacio de la Peña, Juan Pablo Matulic, Hotuiti Teao y Fernando Godoy, quien fue el ganador. En el segmento participaron como jurados algunas panelistas de programas de entretención como Patricia Maldonado, Viviana Nunes, Alejandra Valle, Carolina Julio y Fernanda Hansen, junto a la presentación del personaje humorístico «Yerko Puchento». La elección se realizó con la participación del público a través de mensajes de texto, del jurado y el público presente en el Teatro. Actuaciones musicales - Axel - "Tu amor por siempre" |
| 18:45-21:00                            | Estelar                          | En las últimas horas, se presentaron eventos artísticos mientras se exhibieron los últimos enlaces con las sucursales de los bancos para evaluar el avance de la campaña. Dentro de los eventos artísticos se presentó un homenaje a la música de los años 1980 y la participación de El club de la comedia. A todo lo anterior, se sumó la Ciclodanza que, desde 1990, acompaña a la cruzada solidaria. A las 20:58 horas se dio a conocer el último cómputo en el teatro, el cual es $ 8 136 821 236, faltando un poco más de 3600 millones para llegar a la meta. Actuaciones musicales - El Club de la comedia - Rodrigo Díaz y la Ciclodanza - Lucero- Veleta - Musical Nueva Ola |
| Noticieros de cada canal (21:00-21:59) |                                  | |
| 22:00-02:05                            | Cierre                           | Tras una hora en que los canales abandonaron la cadena nacional para transmitir sus noticieros tradicionales, la Teletón dio inicio al evento de cierre desde el Estadio Nacional con cerca de cien mil espectadores. El show se inició con una interpretación de «Gracias a la vida» de Violeta Parra, para conmemorar el 90.º aniversario de su nacimiento, el que fue realizado por el Bafochi junto a Ángel Parra y Javiera Parra. Tras un nuevo cómputo, se presentó Juanes, Lucero, Six Pack, Verónica Villarroel y MDM junto a Adrián. Las presentaciones artísticas eran interrumpidas por las donaciones más altas entregadas por las empresas auspiciadores, además de la donación personal de empresarios como José Luis Nazar, quien donó 250 millones de pesos, y Leonardo Farkas, que donó 100 millones de pesos y 135 millones durante 5 años para el financiamiento de un nuevo centro de rehabilitación en Copiapó. Las empresas Minera Escondida y Codelco también aportaron grandes sumas con el fin de que se construyera un instituto en la ciudad de Calama. Los sucesivos cómputos auguraban que la meta sería ampliamente superada. Ricardo Montaner, Amango y Myriam Hernández subieron al escenario. Luego de estas presentaciones, a las 00:55 del 2 de diciembre se dio un nuevo cómputo, el cual sobrepasó la meta y dio rienda suelta al festejo del público en el estadio: $12 014 437 876. Tras las felicitaciones por la meta alcanzada, vinieron las presentaciones de Don Omar y Juan Luis Guerra. Una vez concluida la participación del cantante dominicano, se entregó el cómputo final a la 01:32 horas: $13 255 231 970. Después del discurso de despedida de Don Francisco, se entonó el «Himno de la alegría» junto con un show de fuegos artificiales sobre los cielos de Santiago, con el cual se dio por finalizada la Teletón de ese año. Actuaciones musicales - Ángel y Javiera Parra - "Gracias a la vida" - Juanes - "A dios le pido" - "Me enamora" - MDM y Adrián - "Todo te di" - Ricardo Montaner - "En el último lugar del mundo" - Papa Negro - Francisca Valenzuela - "Dulce" - Axel - "Amo", "Tu amor por siempre" - Emmanuel - "La chica de humo", "Sentirme vivo" - Amango - "Nuevo Día", "Nuestro Sueño" - Six Pack - "Cada Vez", "Chico Malo" - Myriam Hernández - "No pensé enamorarme otra vez" - Daniel Muñoz y 3x7 veintuna - Don Omar - "Cuéntale", "Salió el Sol" - Juan Luis Guerra - "La llave de mi corazón", "Que me des tu cariño", "La travesía" |

## Cómputos parciales
En total se entregaron 16 cómputos parciales y son los que se presentan a continuación, sin considerar la primera donación y la cantidad total que aportaron las 26 empresas auspiciadoras de la Teletón.
| Hora    | Monto en pesos  | %        | Monto en dólares |
| ------- | --------------- | -------- | ---------------- |
| 22:32   | $ 501 780       | < 0,01 % | $ 987            |
| 22:41   | $ 2 737 886 946 | 23,19 %  | $ 5 389 541      |
| 00:30   | $ 3 014 800 074 | 25,54 %  | $ 5 934 645      |
| 03:59   | $ 3 504 826 314 | 29,69 %  | $ 6 899 264      |
| 08:02   | $ 3 725 787 384 | 31,56 %  | $ 7 334 227      |
| 09:12   | $ 3 807 253 598 | 32,25 %  | $ 7 494 594      |
| 12:03   | $ 4 161 193 864 | 35,25 %  | $ 8 191 326      |
| 13:00   | $ 4 674 636 583 | 39,60 %  | $ 9 202 040      |
| 15:15   | $ 5 435 460 103 | 46,04 %  | $ 10 699 724     |
| 17:46   | $ 5 916 077 151 | 50,12 %  | $ 11 645 821     |
| 18:25   | $ 6 952 845 260 | 58,90 %  | $ 13 686 703     |
| 20:04   | $ 7 756 273 161 | 65,70 %  | $ 15 268 254     |
| 20:58   | $ 8 136 821 236 | 68,93 %  | $ 16 017 364     |
| 22:19   | $ 8 774 701 982 | 74,33 %  | $ 17 273 035     |
| 23:27   | $ 9 516 914 050 | 80,62 %  | $ 18 734 082     |
| 23:52   | $11 060 407 594 | 93,69 %  | $ 21 772 455     |
| 00:55   | $12 014 437 876 | 101,77 % | $ 23 650 468     |
| 01:32   | $13 255 231 970 | 112,29 % | $ 26 092 976     |
| 12 dic. | $16 929 371 138 | 143,41 % | $ 33 325 533     |

## Auspiciadores

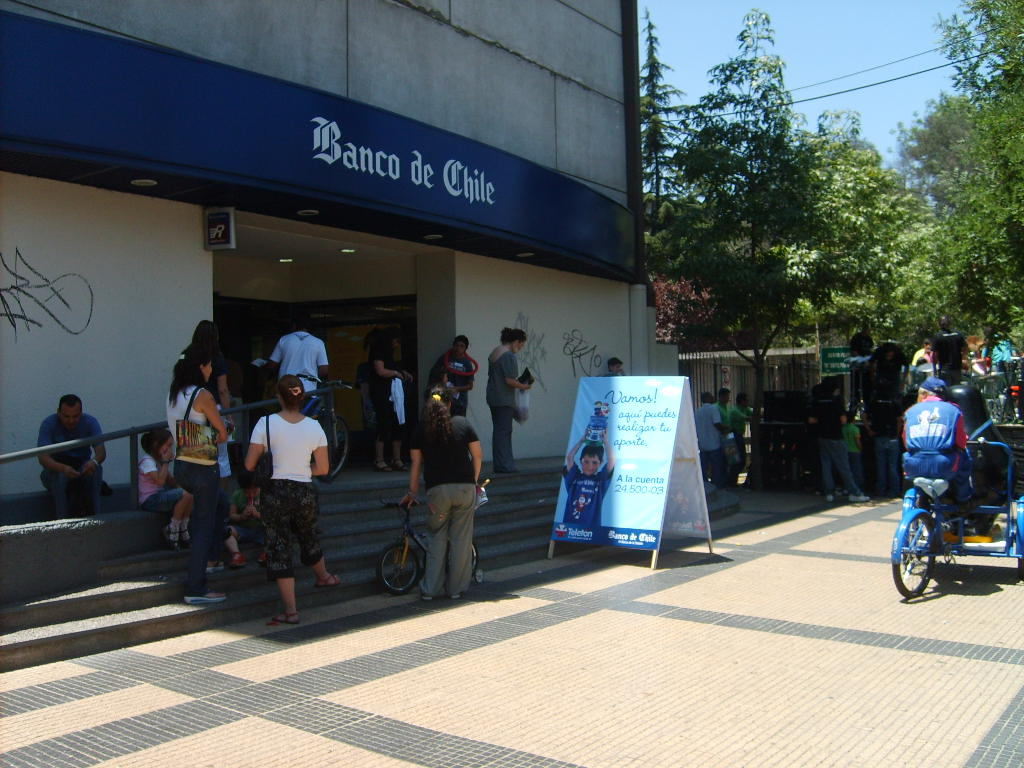
Sucursal Independencia del Banco de Chile recogiendo las donaciones de la gente.

Como cada año, la Teletón es auspiciada por diversas marcas de productos y servicios, que luego donan parte de sus ganancias a la Fundación durante la transmisión del evento. En esta versión, se incluye la primera participación de Master Dog, Cepech, Rotter & Krauss y Pan Ideal. La CCU permanece con cinco productos, manteniendo las marcas Cristal, Calaf, Cachantún, Campanario, y sumando la bebida Pepsi en reemplazo de Bilz y Pap. Otras empresas, como Minera Escondida y la estatal Codelco hicieron donaciones importantes a pesar de no estar entre los auspiciadores: $ 350 millones (US$ 688 976) y US$ 1 millón ($ 508 millones, mayor donación que la Teletón recibió hasta el momento), respectivamente. Itaú donó $ 54 millones (US$ 106 299), Coopeuch donó $ 75 millones (US$ 147 637) y Telefónica Chile $ 74,8 millones (US$ 147 244). En esta versión los auspiciadores de la vigésima primera campaña fueron:
| Empresa         | Rubro                    | Monto en pesos  | Monto en dólares |
| --------------- | ------------------------ | --------------- | ---------------- |
| Aceite Belmont  | Aceites                  | $ 86 117 884    | $ 169 523        |
| Banco de Chile  | Banco                    | $ 362 524 503   | $ 713 630        |
| Cachantún       | Agua mineral             | $ 352 544 632   | $ 693 985        |
| Calaf           | Confites                 | $ 352 544 632   | $ 693 985        |
| Campanario      | Pisco                    | $ 352 544 632   | $ 693 985        |
| Cerveza Cristal | Cerveza                  | $ 352 544 632   | $ 693 985        |
| Pepsi           | Bebidas                  | $ 352 544 632   | $ 693 985        |
| Cepech          | Preuniversitario         | $ 82 012 909    | $ 161 442        |
| Claro           | Telefonía móvil          | $ 103 220 000   | $ 203 188        |
| Colún           | Productos lácteos        | $ 86 996 906    | $ 171 253        |
| Confort         | Papel higiénico          | $ 90 000        | $ 177 165        |
| Johnson's       | Tiendas por departamento | $ 143 111 613   | $ 281 715        |
| LAN Airlines    | Aerolíneas               | $ 123 000       | $ 242 125        |
| Livean          | Jugos en polvo           | $ 160 107 311   | $ 315 171        |
| Lucchetti       | Pastas                   | $ 160 107 311   | $ 315 171        |
| Master Dog      | Alimento para perros     | $ 80 850 730    | $ 159 154        |
| McDonald's      | Comida rápida            | $ 96 103 591    | $ 189 180        |
| Omo             | Detergentes              | $ 104 597 930   | $ 205 901        |
| Pan Ideal       | Panes                    | $ 77 625 000    | $ 152 805        |
| Pampers         | Pañales                  | $ 85 000        | $ 167 322        |
| Ripley          | Tiendas por departamento | $ 358 000       | $ 704 724        |
| Rotter & Krauss | Ópticas                  | $ 75 387 500    | $ 148 400        |
| Sodimac         | Tienda de retail         | $ 320 000       | $ 629 921        |
| Soprole         | Lácteos                  | $ 146 174 875   | $ 287 745        |
| Tapsin          | Farmacéutica             | $ 100 000       | $ 196 850        |
| Té Supremo      | Té                       | $ 91 500 000    | $ 180 118        |
| Total           | 26 empresas              | $ 3 124 875 384 | $ 6 151 329      |

### Tareas
- Nestlé Chile prometió $100 millones (US$ 196 850) si 5 mil personas asistían a la Ruedatón organizada en la elipse del Parque O'Higgins entre las 09:00 y las 12:00. Los asistentes debían ir con camisetas blancas o azules y sobre algún elemento con ruedas (como motocicleta, coches o bicicletas). Aunque al mediodía había algo más de mil personas, la empresa amplió el plazo en 90 minutos y cerca de las 12:40 se anunció que la cifra había superado los 6 mil asistentes, dando por cumplida la meta.
- Ripley aportó con un lokomat de un costo de $ 250 millones (US$ 492 125) si superaban las 70 mil ventas antes de las 18:30. Las ventas con la tarjeta de crédito de la empresa valen el doble. El lokomat es un aparato robótico para el entrenamiento de los niños discapacitados. Ripley anunció, tras lograr la meta original, que donaría $100 millones más si se lograban hacer 20 mil ventas adicionales antes del cierre de los locales, lo que también se cumplió.
- Sodimac se comprometió a donar 500 intervenciones a las casas de familias con personas con discapacidad física para facilitar su vida si voluntarios lograban realizar cinco intervenciones antes de las 14:30. La donación fue de $ 60 millones (US$ 118 110) en materiales de construcción para las intervenciones.
- Líder prometió entregar $ 100 millones si lograban vender 40 mil juguetes antes de las 15:00. Una vez cumplida dicha meta, la empresa se comprometió a dar $ 100 millones extra si se lograban vender 40 mil juguetes más, lo que también fue cumplido. En total, la empresa donó $308 345 000 (US$ 606 978).